# Manuel Alvar
Pour les articles homonymes, voir Alvar (homonymie) et López.
 (octobre 2013).
Si vous disposez d'ouvrages ou d'articles de référence ou si vous connaissez des sites web de qualité traitant du thème abordé ici, merci de compléter l'article en donnant les références utiles à sa vérifiabilité et en les liant à la section « Notes et références ».
Manuel Alvar López, né à Benicarló (province de Castellón) le 8 juin 1923 et mort à Madrid le 13 août 2001, est un philologue, dialectologue et professeur espagnol. 

## Biographie
Il étudie la philosophie et les lettres à l'Université de Saragosse et il est titulaire d'un doctorat obtenu à l'Université de Madrid. Il obtient le prix Menéndez Pelayo de recherche du CSIC pour sa thèse El habla del campo de Jaca (1948). Âgé de seulement 25 ans, il obtient par concours une chaire de grammaire historique de la langue espagnole à l'Université de Grenade. En 1968 il part enseigner à l'Université autonome de Madrid . Il est professeur associé à la Sorbonne en 1974-1977 et professeur invité à Albany (U.S.A.). Il est directeur de la Real Academia Espanola de 1988 à 1992, membre correspondant des Académies de Barcelone, Uppsala, Heidelberg, Montevideo et Buenos Aires, docteur honoris causa de plusieurs universités dont celle de Bordeaux et préside la Société de Linguistique romane de 1977 à 1980. Il terminera sa carrière à la Complutense. Il consacre près d'un demi-siècle à l'enseignement et à la recherche sur l'histoire de l'espagnol, de la toponymie et des variantes dialectales péninsulaires et américaines de l'espagnol. Très préoccupé par la présence de l'espagnol actuel dans le monde, il est membre du Conseil du département de l'espagnol à l'agence EFE entre 1980 et 1986.
Plusieurs de ses disciples, comme Gregorio Salvador Caja, figurent parmi les plus grands linguistes espagnols.

## Œuvre
Son œuvre imposante aborde une grande variété de sujets : linguistique romane, linguistique diachronique, géographie, dialectologie hispanique, histoire de l'Amérique, question des marranes espagnols, romancero séfarade, toponymie, critique littéraire, littérature médiévale, moderne et contemporaine, essai, poésie, traduction etc.
Ses travaux en dialectologie sont pionniers et primordiaux dans le champ hispanique et ses études de terrain, compilées dans ses atlas linguistiques et ethnographiques, sont des références importantes de la philologie hispanique, dont il est considéré comme une figure majeure. Parmi ses ouvrages les plus remarquables on peut mentionner le Léxico de los Marineros Peninsulares (ALMP), ou les différents atlas linguistiques Atlas Lingüístico y Etnográfico de Andalucía (ALEA), Atlas Lingüístico y Etnográfico de las Islas Canarias (ALEICan), Atlas Lingüístico y Etnográfico de Aragón, Navarra y Rioja (ALEANR), Atlas Lingüístico y Etnográfico de Santander (ALESan), Atlas Lingüístico de España y Portugal (ALEP), Atlas Linguarum Europae (ALE), Atlas lingüístico de Castilla y León et le grand Atlas Lingüístico de Hispanoamérica (ALH). On peut encore ajouter ses deux manuels de dialectologie hispanique: Manual de dialectología hispánica: el español de América (Barcelone, Ariel, 1996) et Manual de dialectología hispánica: el español de España (Barcelone, Ariel, 1996).  Il étudie également en détail le riojan (El dialecto riojano, Madrid, Gredos, 1976) et l'aragonais (Estudios sobre el dialecto aragonés [sic], CSIC, 1987).
Grand connaisseur de la littérature ancienne, il réalise de nombreuses éditions de textes médiévaux, vieux romancero et littérature traditionnelle et populaire, mais s'intéresse aussi à quelques auteurs contemporains (par exemple Miguel Delibes dans El mundo novelesco de Miguel Delibes, Madrid, Gredos, 1987). Il est au total l'auteur de près de 170 livres et de plus de 600 articles scientifiques.

## Honneurs et distinctions
Il a été nommé membre de  l'Académie royale espagnole à partir de 1974 (institution qu'il dirige entre 1988 et 1991) et de l'Académie royale d'histoire à partir de 1999. Il a reçu en 1976 le prix national de l'essai pour Aragón, literatura y ser histórico.
Il a été nommé membre correspondant étranger de l'Académie des Inscriptions & Belles-Lettres le 26 juin 1988. 
Le prix national Menedez Pidal lui a été décerné en 1993.